# Claudia Beate Schill

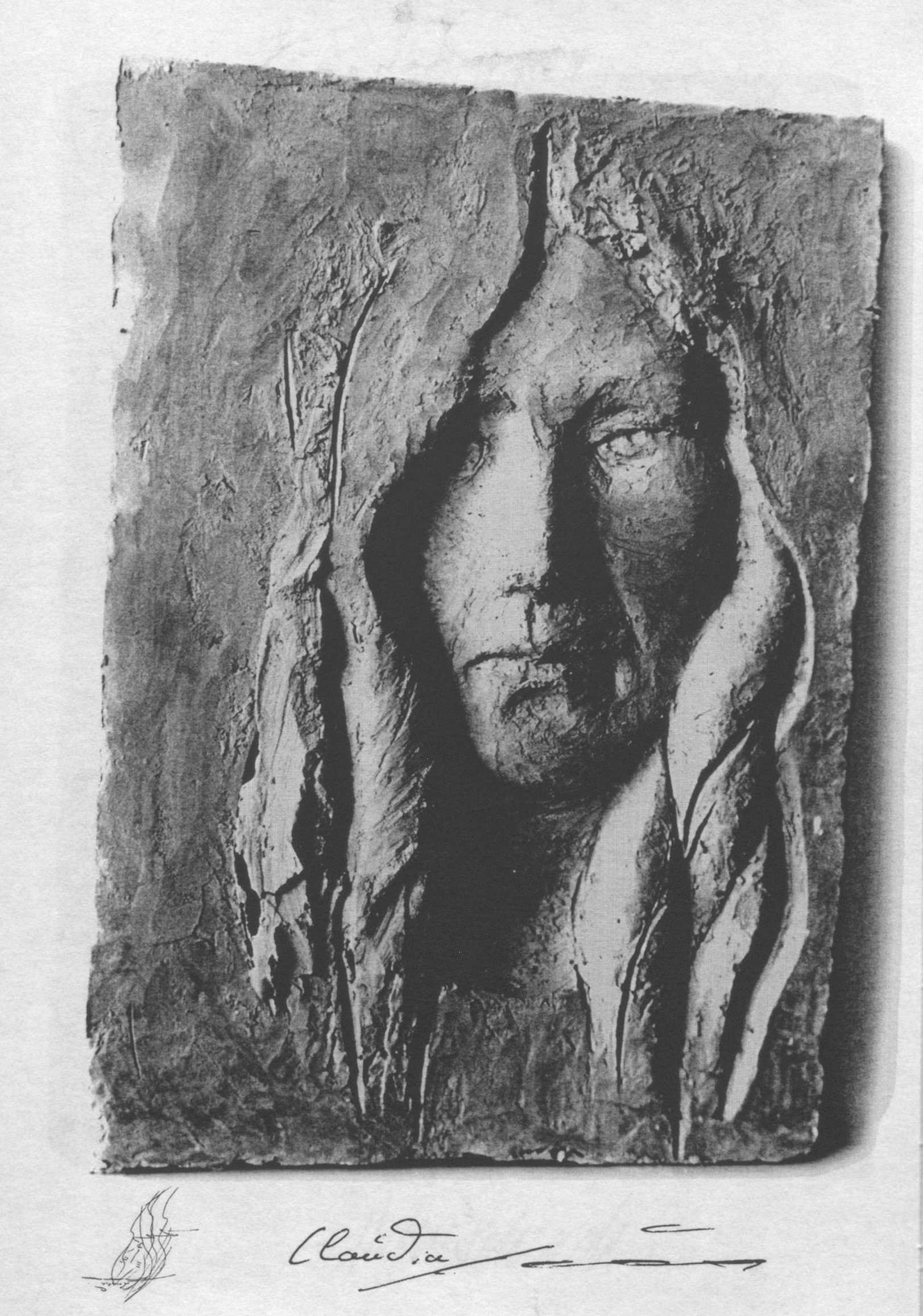
Porträtrelief Claudia Beate Schill, von ihr signiert von Eva Zippel, Terrakotta, 2000.

Claudia Beate Schill (* 17. November 1952 in Tübingen; † 11. November 2022 in Kemnat (Ostfildern)) war eine deutsche Schriftstellerin und Lyrikerin.

## Leben und Werk
Claudia B. Schill absolvierte eine journalistische Ausbildung; zudem studierte sie Sprachen in Heidelberg. Ab 1987 lebte sie in der Nähe von Stuttgart und arbeitete als Journalistin. Sie publizierte Beiträge in Literaturzeitschriften, Tageszeitungen und Anthologien.
Claudia B. Schill nahm regelmäßig an Literaturveranstaltungen in Österreich teil, vor allem in Salzburg.
Sie ist nicht identisch mit der Sängerin und Gesangslehrerin Claudia Schill.

## Bibliographie
- Revolution in Zeilen oder Suche nach dem verlorenen Paradies. Heidelberg 1978, ISBN 3-921806-03-7 (richtig: ISBN 3-921806-03-8)
- Deutschland – ein Eisalptraum. Schwandorf, 1981, ISBN 3-88397-029-8
- Engel der Elegie. (Lyrik), St. Michael/Österreich 1984, ISBN 3-7053-2297-4
- Macht Macht machtlos. (Roman), Frankfurt/M. 1986, ISBN 3-88323-597-0
- Vom Engel geführt. (Lyrik), Weissach i.T. 2001, ISBN 3-933292-43-3
- Immer werden wir Fremdlinge sein. Leipzig 2010, ISBN 978-3-923211-67-8 pdf
- Menschen in Bewegung. Federzeichnungen. Leipzig 2010, ISBN 978-3-923211-77-7 pdf